# Koktelsi
Koktelsi su autorski vokalno-instrumentalni sastav s područja Rijeke. Sastav je utemeljen 2000. godine, a nakon nekoliko izmjena u postavi, danas djeluje u potpuno muškom sastavu: Nikola Peršić, Domagoj Pavletić, Josip Rubinić, Silvestar Mežnarić, Deni Urović i Vedran Đukić.

## O sastavu
U dosadašnjoj glazbenoj karijeri, Koktelsi su objavili devet (9) albuma. Djeluju uglavnom na području Primorsko-goranske, Istarske županije te južne Slovenije, no od 2016. godine uspješno počinju djelovati i prema ostatku Hrvatske. Koktelsi su prepoznatljivi su po svojim energičnim scenskim nastupima, kostimografiji te osebujnom glazbenom stilu. Često ih se može čuti i vidjeti i u programu glazbene televizije Croatian Music Channel u sklopu kojega, uz ostale ugledne istarske glazbenike, brane boje tzv. Ča-vala promičući tako i čakavsko narječje. Bitno je napomenuti da su Koktelsi trenutno najprodavaniji band s područja čakavštine po broju prodanih albuma.
Autorske pjesme Koktelsima uglavnom pišu i skladaju Nikola Peršić i Tomi Kresevič: Peršić je ujedno i izvršni producent svih do danas objavljenih nosača zvuka Koktelsa, dok cijeli band sam sudjeluje u procesu snimanja te mixanja pjesama i albuma. Od 2015. godine band pokreće i vlastiti "Little Roses" tonski studio gdje i sami snimaju i stvaraju albume i singlove. Kao najpoznatije hitove banda svakako se mogu izdvojiti "Barbara", "Zvijezda domaće estrade", "Kreni", "Daj mi daj", "Bombon", "Vozačka", "Mi imamo band" i još mnogi drugi.

## Diskografija
- 2004. – CD Pun gas domaće
- 2005./2006. – CD Z armunikun po svete, Music Star
- 2006. – CD Rsaaaj!!!, Music Star
- 2008. – CD Maxi singl, Music Star
- 2009. – CD POJAČAVAMO!!!, Music Star
- 2011. – Preživljavamo, Music Star
- 2013. – Nanajjače, Music Star
- 2015. – Čekaaaj, Music Star
- [2016]. - Ljeto nam počinje (single), Croatia Records
- 2017. – Ča bi rekla nona, Music Star

## Vanjske poveznice
- Koktelsi – službene stranice
- Music Star.hr – Koktelsi  Arhivirana inačica izvorne stranice od 6. kolovoza 2015. (Wayback Machine) (diskografija)
- 5portal.hr – Tjedni intervju: Nikola Peršić - Koktelsi
- Glas Istre.hr – Koktelsi nastupili na Božiću u Svetvinčentu